# Johan Barger
Johan Barger (Amsterdam, 8 december 1853 – Leeuwarden, 2 mei 1900) was een Nederlandse dominee en moordenaar.

## Biografie

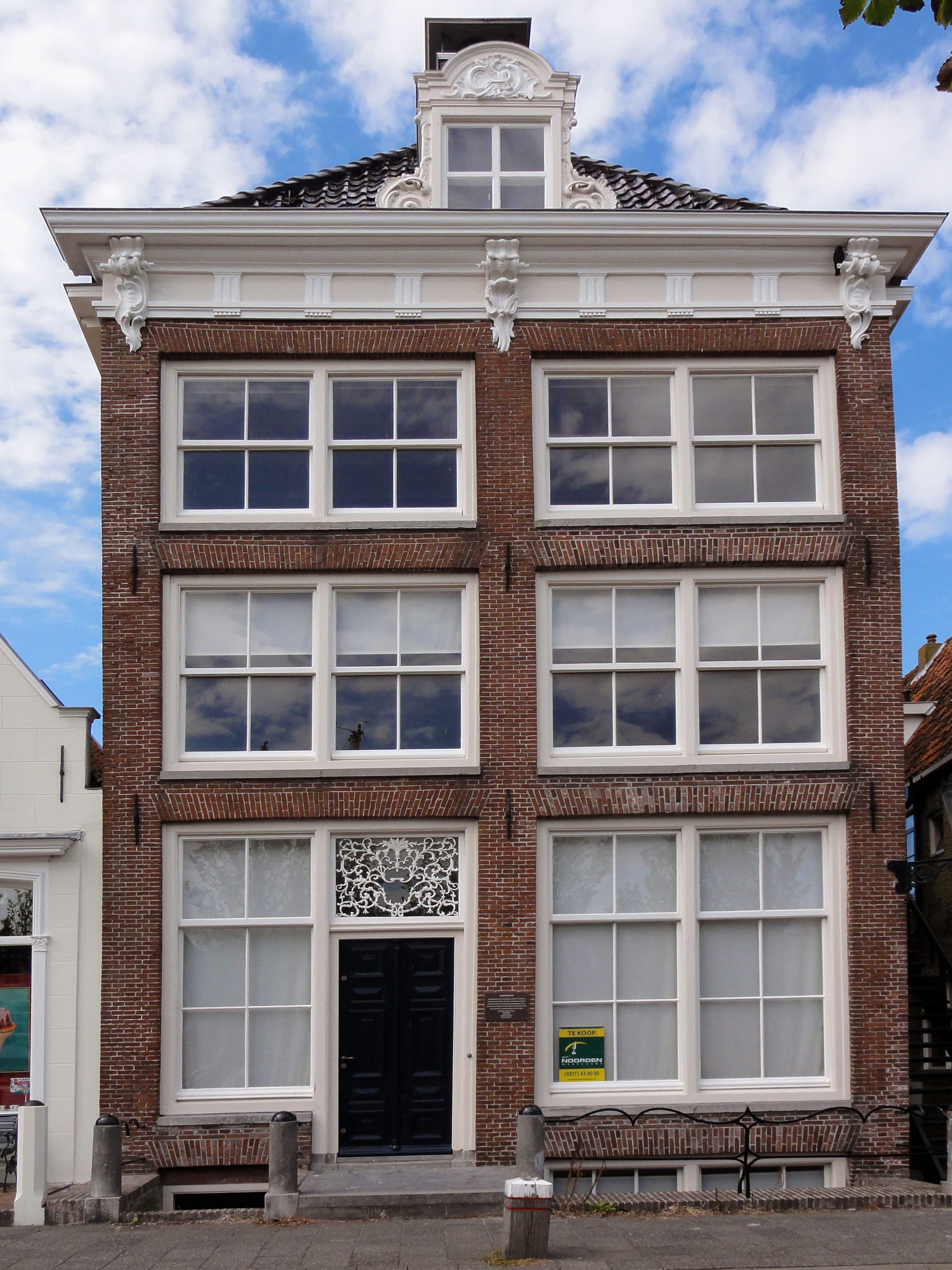
De woning aan de Noorderhaven 29 waar Barger zijn catechisante doodschoot

Barger werd geboren te Amsterdam, als zoon van de timmerman Petrus Barger en Johanna ten Broekhorst. Hij studeerde theologie te Utrecht en was vanaf 2 mei 1880 predikant te Goudswaard. Wegens huwelijksproblemen ontvluchtte hij zijn woning, waarna hij in 1882 zijn ambt tijdelijk neerlegde. In 1883 werd hij hulppredikant te Lettelbert, waar hij in 1884 predikant werd. In 1885 werd hij benoemd te Garnwerd. Op 16 juli 1885 trouwde hij voor de tweede maal, nu met Eilke Venema. In 1888 werd hij aangesteld in Harlingen, waar hij woonde aan de Noorderhaven 29.
Hij leerde er de 17-jarige Cato Mirande kennen, die catechisatielessen bij hem volgde. Ze hielp de domineesvrouw met naai- en verstelwerk, en werd een huisvriendin. Barger had vanaf 24 november 1892 seksueel contact met haar. Op 30 januari 1894 maakte hij een scène op een huwelijksfeest van de Mirandes, waarna Cato's vader haar verbood contact te hebben met de dominee. Deze haalde zijn vrouw over Cato uit te nodigen. Op 6 maart 1894 sloot Barger Cato, op dat moment 23 jaar oud, op in een voorkamertje en maakte avances. Toen zij hem afwees schoot hij haar dood met een revolver die hij in Amsterdam had gekocht. Daarna liep hij naar het politiebureau, waar hij agent Johs. v.d. Meulen vertelde dat hij een moord begaan had. Tijdens het verhoor zei hij: "Ik ben geen Christen meer, ik ben een schurk, ik heb een moord gedaan!"
Barger kreeg in april mr. W.B. Buma toegewezen als verdediger. Tijdens de zitting die op 24 mei plaatsvond, eiste het Openbaar Ministerie levenslang. De verdediger bestreed dat er sprake was geweest van moord met voorbedachten rade. Barger werd op 2 juni 1894 door het gerechtshof te Leeuwarden veroordeeld tot levenslange gevangenisstraf, mede op basis van aantekeningen uit zijn dagboek. Hij tekende tegen het vonnis appel aan. Ook het Openbaar Ministerie ging in hoger beroep; het wilde bereiken dat bij het eventueel omzetten van de levenslange gevangenisstraf in een lagere straf, Barger toch zou worden ontzet uit de rechten zoals bedoeld in artikel 28 sub 1-5 van het Wetboek van Strafrecht. Op 13 juli diende het hoger beroep.
Het vonnis werd op 25 juli 1894 in hoger beroep bevestigd. Bargers huwelijk met Eilke Venema werd op 16 april 1895 te Harlingen ontbonden.
Hij overleed op 46-jarige leeftijd in gevangenschap en werd begraven op het kerkhof van de gevangenis van Leeuwarden.

## Volkslied
Over dominee Barger en de door hem gepleegde moord werd in 1894 een volksliedje gemaakt:
Tarara boemdiee
De blikken dominee
Die schoot met kruit en lood
Zijn arme naaister dood
Nu zit hij in de kast
Al aan een ketting vast
De jongens roepen luid:
Die komt er nooit meer uit

## Trivia
- In mei 2025 werd bekend dat naar de vermoorde Cato Mirande een straat zal worden vernoemd in de nieuw te bouwen wijk Gratinga. [10]